# Маловасилевское сельское поселение
Маловасилевское се́льское поселе́ние — муниципальное образование в составе Кимрского района Тверской области России.

На территории поселения находятся 21 населенный пункт. Центр поселения — деревня Малое Василево.

Образовано в результате муниципальной реформы в 2005 году, включило в себя территорию Маловасилевского сельского округа.

## Географические данные
- Общая площадь: 105 км².
- Нахождение: центральная часть Кимрского района.
  - Граничит:
    - на севере — с Печетовским СП
    - на востоке и юге — с Ильинским СП
    - на западе — с Стоянцевским СП
    - на северо-западе — с Горицким СП

Главная автодорога — «Дубна — Кимры — Горицы».

## Экономика
Основное хозяйство — СПК «Маловасилевский».

## Население
| 2005 | 2010  | 2011  | 2012  | 2013 | 2014 | 2015 |
| ---- | ----- | ----- | ----- | ---- | ---- | ---- |
| 1224 | ↘1031 | ↘1027 | ↘1017 | ↘993 | ↘931 | ↘922 |
| 2016 | 2017  | 2018  | 2019  | 2020 | 2021 |      |
| ↘902 | ↗912  | ↘896  | ↘861  | ↘854 | ↗930 |      |

## Населенные пункты
На территории поселения находятся следующие населённые пункты:
| №  | Тип нп | Название       | Население (2008 год) |
| -- | ------ | -------------- | -------------------- |
| 1  | дер.   | Абатурово      | 5                    |
| 2  | дер.   | Алексино       | 12                   |
| 3  | дер.   | Бортниково     | 8                    |
| 4  | дер.   | Вороново       | 0                    |
| 5  | дер.   | Воронцово      | 2                    |
| 6  | дер.   | Глинцово       | 44                   |
| 7  | дер.   | Желково        | 28                   |
| 8  | дер.   | Жилино         | 2                    |
| 9  | дер.   | Заручьево      | 0                    |
| 10 | хутор  | Иваново        | 0                    |
| 11 | дер.   | Калинино       | 1                    |
| 12 | дер.   | Лосевка        | 5                    |
| 13 | дер.   | Малое Василево | 1085                 |
| 14 | дер.   | Молоствово     | 12                   |
| 15 | дер.   | Плосково       | 3                    |
| 16 | дер.   | Сакулино       | 27                   |
| 17 | дер.   | Троице-Кочки   | 31                   |
| 18 | дер.   | Уткино         | 3                    |
| 19 | дер.   | Чернево        | 0                    |
| 20 | дер.   | Чудиново       | 0                    |
| 21 | дер.   | Котоварово     | 0                    |

### Бывшие населенные пункты
На территории поселения исчезли деревни: Алфёрово, Герасимово, Ершово, Заслоново, Зыково, Лихонино, Любнево, Никитино, Серково, Тресково и другие.

## История
В XIII—XIV вв. территория поселения входила в состав Тверского княжества, затем в его удел — Кашинское княжество. В XV веке присоединена к Великому княжеству Московскому и стала относится к стану Задубровской Большой слободы Кашинского уезда.

В середине XIX-начале XX века деревни поселения относились к Ильинской, Стоянцевской и Паскинской волостям Корчевского уезда Тверской губернии.

## Известные люди
Иван Александрович Витвер (1891—1966) — известный географ, основатель советской научной школы социально-экономического страноведения. Родился в сельце Ильино (ныне не существует).